# Funaria valdiviae
Funaria valdiviae är en bladmossart som beskrevs av C. Müller 1900. Funaria valdiviae ingår i släktet spåmossor, och familjen Funariaceae. Inga underarter finns listade i Catalogue of Life.